# Хипсипила
Хипсипила (грч. Υψιπύλη, лат. Hypsipyle) је кћерка краља Тоанта, наследница лемнијског престола.

## Митологија
Хипсипила је владала у свом краљевству, на острву Лемнос, под веома чудним околностима. На острву, сем старог оца Хипсипиле, није било ни једног другог мушкарца, јер су их жене са Лемноса све убиле због неверства.
Пре него што су жене убиле своје мужеве, они су се правдали да их не подносе јер су, због казне богиње Артемиде, имале неугодан задах, али им то није помогло и били су сви убијени. Краља Тоанта спасила је његова кћерка Хипсипила, краљица жена, сакривши га у ковчег кога је бацила у море и пустила га да отплута. Након извесног времена он је спашен и извучен из мора.
Дуго година су жене са острва Лемнос биле без мушкараца, и тада се њиховим обалама приближио брод Арг са Аргонаутима, на чијој су палуби били све сами грчки јунаци под воћством Јасона.
Хипсипила, бојећи се освете због онога шта су урадиле својим мужевима, није допустила да се Аргонаути искрцају на обалу отока, али када је скупштина жена одлучила да јунаке са Арга треба свечано дочекати, сама је отишла и разговарала са Јасоном. Аргонаути су сматрали да је обрачун са мужевима њихова унутрашља ствар и са радошћу су прихватили гостопримство које су им становнице острва Лемос исказале у сваком погледу.
Хипсипила је позвала Јасона у своју палату где му је она указала потпуно гостопримство. Спријатељили су се, и она је њему родила два сина, које је он одвео са собом у Колхиду. По одласку Јасона, жене са острва су продале у ропство Хипсипилу, немејском краљу Ликургу, као казну што је, за време покоља мушкараца, оставила живог свог оца. Хипсипила је у Немеји била дадиља Ликурговог сина Офелта и случајно је била крива за његову смрт.
Када се Јасонов повратак из Колхиде завршио трагично, његове синове је прихватио славни певач Орфеј, и након неког времена их довео Хипсипилајином оцу Тоанту, који их је одвезао на острво Лемнос.